# L’Esprit Nouveau (журнал)
«L’Esprit Nouveau» (фр. L’Esprit Nouveau — «Эспри Нуво», «Новый Дух») — журнал с подзаголовком: «Международное обозрение эстетики (Международный иллюстрированный обзор современной деятельности). Искусство, литература, науки, архитектура».

## История и содержание
Журнал был основан в 1920 году в Париже архитектором Шарлем-Эдуаром Жаннере (позднее известным под псевдонимом Ле Корбюзье), поэтом Полем Дерме и живописцем Амеде Озанфаном. Всего издательством «L’Esprit Nouveau, Paris» с октября 1920 года по январь 1925 года было выпущено двадцать восемь номеров.
Все номера журнала освещали широкий круг тем, связанных с новыми тенденциями модернистского искусства, в частности новым течением пуризма, включая архитектуру, урбанизм, живопись, литературу, кино, науку и спорт, всё в контексте новаций и реформирования традиционных представлений об искусстве и жизни.
Первые три выпуска имели подзаголовок «Revue Internationale d’Esthétique». Начиная с четвёртого выпуска подзаголовок изменился на «Revue Internationale Illustrée de l’Activité Contemporaine».
В журнале «Эспри Нуво» были впервые опубликованы «Пять отправных точек современной архитектуры» Ле Корбюзье — своеобразный свод правил новейшей архитектуры. В 1920 году в журнале были напечатаны первые три главы капитального труда Ле Корбюзье «К новой архитектуре» (1923).
График выпусков журнала был нерегулярным из-за различных проблем, включая финансовые и организационные трудности. Темпы его публикации были разными, с некоторыми периодами задержек или перерывов. Например, с конца 1922 года по декабрь 1923 года, наблюдался заметный перерыв в публикации. Те же факторы стали главной причиной прекращения деятельности журнала.
Кроме того, между основателями — Полем Дерме, Амеде Озанфаном и Ле Корбюзье — постепенно накапливались противоречия и напряженность, которая привела к уходу Дерме с поста содиректора в самом начале работы журнала, хотя позднее он вернулся в качестве автора.
К середине 1920-х годов ситуация в искусстве авангарда во Франции существенно изменилась, стали набирать популярность новейшие течения: сюрреализм и абстракционизм. Даже Ле Корбюзье и Озанфан значительно изменили свои взгляды и направления деятельности, в частности Ле Корбюзье увлёкся проблемами урбанизма и городского планирования.
Последний выпуск был опубликован в январе 1925 года, и хотя журнал прекратил своё существование, его влияние сохранялось, особенно в развитии эстетики и теории искусства.